# Ophichthus
Ophichthus – rodzaj ryb promieniopłetwych z podrodziny Ophichthinae w obrębie rodziny żmijakowatych (Ophichthidae).

## Rozmieszczenie geograficzne
Do rodzaju należą gatunki występujące w wodach Oceanu Atlantyckiego, Morza Śródziemnego, Oceanu Indyjskiego (w tym Morze Czerwone) i Oceanu Spokojnego.

## Morfologia
Długość ciała do 210 cm; masa ciała (największa opublikowana) 23,6 kg.

## Systematyka
Rodzaj zdefiniował w 1798 roku szwedzki ichtiolog Jonas Niclas Ahl w publikacji własnego autorstwa poświęconej opisowi nowych taksonów ryb ze zbiorów wydziału medycznego Uniwersytetu w Uppsali. Gatunkiem typowym jest (późniejsze oznaczenie) O. ophis.

### Etymologia
- Ophichthus: gr. οφις ophis, οφεως opheōs ‘wąż’; ιχθυς ikhthus ‘ryba’[25].
- Ophis: gr. οφις ophis, οφεως opheōs ‘wąż’[26]. Gatunek typowy (oznaczenie monotypowe): Ophis maculata Turton, 1807 (nomen dubium).
- Cogrus: etymologia nieznana, Rafinesque nie wyjaśnił znaczenia nazwy rodzajowej[3]. Gatunek typowy (oznaczenie monotypowe): Cogrus maculatus Rafinesque, 1810.
- Ophichthys: gr. οφις ophis, οφεως opheōs ‘wąż’[26]; ιχθυς ikhthus ‘ryba’[27]. Gatunek typowy (oznaczenie monotypowe): Ophichthys punctatus Swainson, 1839 (= Unibranchapertura cuchia Hamilton, 1822).
- Ophithorax: gr. οφις ophis, οφεως opheōs ‘wąż’[26]; θωραξ thōrax, θωρακος thōrakos ‘klatka piersiowa’[28]. Gatunek typowy (późniejsze oznaczenie): Ophisurus ophis Lacépède, 1800 (= Muraena maculosa Cuvier, 1816)[29].
- Centrurophis: gr. κεντρον kentron ‘ostry koniec, kolec’; οφις ophis, οφεως opheōs ‘wąż’[25]. Gatunek typowy (późniejsze oznaczenie): Ophisurus cephalozona Bleeker, 1856[30].
- Poecilocephalus: gr. ποικιλος poikilos ‘pstrokaty, cętkowany, różnorodny’[31]; -κεφαλος -kephalos ‘-głowy’, od κεφαλη kephalē ‘głowa’[32]. Gatunek typowy (oznaczenie monotypowe): Poecilocephalus bonaparti Kaup, 1856.
- Microdonophis: gr. μικρος mikros ‘mały’; οδους odous, οδοντος odontos ‘ząb’; οφις ophis, οφεως opheōs ‘wąż’[25]. Gatunek typowy (oznaczenie monotypowe): Microdonophis altipennis Kaup, 1856.
- Coecilophis: najprawdopodobniej łac. caecilia ‘rodzaj jaszczurki’, prawdopodobnie ‘ślepy robak’, od caecus ‘robak’; gr. οφις ophis, οφεως opheōs ‘wąż’[25]. Gatunek typowy (oznaczenie monotypowe): Ophisurus compar Richardson, 1848 (= Ophisurus apicalis Anonymous [Bennett], 1830).
- Scytalophis: gr. σκυταλη skutalē ‘kij, laska’[33]; οφις ophis, οφεως opheōs ‘wąż’[26]. Gatunek typowy (późniejsze oznaczenie): Scytalophis magnioculis Kaup, 1856 (= Ophisurus gomesii Castelnau, 1855)[30].
- Leptorhinophis: gr. λεπτος leptos ‘delikatny, drobny’[34]; ῥις rhis, ῥινος rhinos ‘nos, pysk’[35]; οφις ophis, οφεως opheōs ‘wąż’[26]. Gatunek typowy (późniejsze oznaczenie): Ophisurus gomesii Castelnau, 1855[30].
- Cryptopterus: gr. κρυπτος kruptos ‘ukryty’[36]; πτερον pteron ‘skrzydło, płetwa’[37]. Gatunek typowy (oznaczenie monotypowe): Cryptopterus puncticeps Kaup, 1859.
- Uranichthys: gr. ουρανος ouranos ‘niebo, błękit’[38]; ιχθυς ikhthus ‘ryba’[27]. Gatunek typowy (późniejsze oznaczenie): Muraena hauannensis Bloch & Schneider, 1801 (= Muraena ophis Linnaeus, 1758)[39].
- Paramyrus: gr. παρα para ‘blisko,  obok’[40]; mυros muros ‘gatunek węgorza morskiego’[41]. Gatunek typowy (późniejsze oznaczenie): Conger cylindroideus Ranzani, 1839[42].
- Oxyodontichthys: gr. οξυς oxus ‘ostry, spiczasty’[43]; οδους odous, οδοντος odontos ‘ząb’[44]; ιχθυς ikhthus ‘ryba’[27]. Gatunek typowy (późniejsze oznaczenie): Ophichthys macrurus Poey, 1867 (= Ophisurus gomesii Castelnau, 1855)[30].
- Omochelys: gr. ωμoς ōmos ‘okrutny, dziki’; εγχελυς enkhelus ‘węgorz’[14][25]. Gatunek typowy (oryginalne oznaczenie (również monotypowe)): Pisoodonophis cruentifer Goode & Bean, 1896.
- Syletor: gr. συλητωρ sulētōr ‘rabuś, grabieżca’[15]. Gatunek typowy (oryginalne oznaczenie (również monotypowe)): Pisoodonophis cruentifer Goode & Bean, 1896.
- Acanthenchelys: gr. ακανθα akantha „cierń, kolec”, od ακη akē ‘punkt’[45]; εγχελυς enkhelus ‘węgorz’[46]. Gatunek typowy (późniejsze oznaczenie): Acanthenchelys spinicauda Norman, 1922[47].
- Cryptopterenchelys: gr. κρυπτος kruptos ‘ukryty’[36]; πτερον pteron ‘skrzydło, płetwa’[37]; εγχελυς enkhelus ‘węgorz’[46].
- Zonophichthus: gr. ζωνη zōnē ‘pasmo’[48]; οφις ophis, οφεως opheōs ‘wąż’[26]; ιχθυς ikhthus ‘ryba’[27]. Gatunek typowy (oryginalne oznaczenie (również monotypowe)): Ophichthys cephalozona Bleeker, 1864.
- Giscenchelys: gisc-; εγχελυς enkhelus ‘węgorz’[46]. Gatunek typowy (oryginalne oznaczenie (również monotypowe)): Ophichthys zophochir Jordan & Gilbert, 1882.
- Syletophis: gr. συλητωρ sulētōr ‘rabuś, grabieżca’[49]; οφις ophis, οφεως opheōs ‘wąż’[26].

### Podział systematyczny
Do rodzaju należą następujące gatunki:

- Ophichthus alleni McCosker, 2010
- Ophichthus altipennis (Kaup, 1856)
- Ophichthus aniptocheilos McCosker, 2010
- Ophichthus apachus McCosker & Rosenblatt, 1998
- Ophichthus aphotistos McCosker & Chen, 2000
- Ophichthus apicalis (Anonymous [Bennet], 1830)
- Ophichthus arneutes McCosker & Rosenblatt, 1998
- Ophichthus asakusae Jordan & Snyder, 1901
- Ophichthus bicolor McCosker & Ho, 2015
- Ophichthus bonaparti (Kaup, 1856)
- Ophichthus brachynotopterus Karrer, 1983
- Ophichthus brasiliensis (Kaup, 1856)
- Ophichthus brevicaudatus Chu, Wu & Jin, 1981
- Ophichthus brevidorsalis Chiu & Hibino, 2019
- Ophichthus brevirostris McCosker & Ross, 2007
- Ophichthus celebicus (Bleeker, 1856)
- Ophichthus cephalozona Bleeker, 1864
- Ophichthus chennaiensis Das, Mohapatra, Rajendar & Bhaskar, 2020
- Ophichthus chilkensis Chaudhuri, 1916
- Ophichthus congroides McCosker, 2010
- Ophichthus cruentifer (Goode & Bean, 1896)
- Ophichthus cylindroideus (Ranzani, 1839)
- Ophichthus echeloides (D’Ancona, 1928)
- Ophichthus erabo (Jordan & Snyder, 1901)
- Ophichthus exourus McCosker, 1999
- Ophichthus fowleri (Jordan & Evermann, 1903)
- Ophichthus frontalis Garman, 1899
- Ophichthus genie McCosker, 1999
- Ophichthus gomesii (Castelnau, 1855)
- Ophichthus grandoculis (Cantor, 1849)
- Ophichthus hijala (Hamilton, 1822)
- Ophichthus hirritus McCosker, 2010
- Ophichthus humanni McCosker, 2010
- Ophichthus hyposagmatus McCosker & Böhlke, 1984
- Ophichthus ishiyamorum McCosker, 2010
- Ophichthus johnmccoskeri Mohapatra, Ray, Mohanty & Mishra, 2018
- Ophichthus kailashchandrai Mohapatra, Ray, Mohanty & Mishra, 2020
- Ophichthus kunaloa McCosker, 1979
- Ophichthus kusanagi Hibino, McCosker & Tashiro, 2019
- Ophichthus lentiginosus McCosker, 2010
- Ophichthus leonensis Blache, 1975
- Ophichthus limkouensis Chen, 1929
- Ophichthus lithinus (Jordan & Richardson, 1908)
- Ophichthus longicorpus Vo & Ho, 2021
- Ophichthus longipenis McCosker & Rosenblatt, 1998
- Ophichthus lupus Hibino, McCosker & Tashiro, 2019
- Ophichthus machidai McCosker, Ide & Endo, 2012
- Ophichthus macrochir (Bleeker, 1852)
- Ophichthus macrops Günther, 1910
- Ophichthus maculatus (Rafinesque, 1810)
- Ophichthus manilensis Herre, 1923
- Ophichthus marginatus (Peters, 1855)
- Ophichthus mccoskeri Sumod, Hibino, Manjabrayakath & Sanjeevan, 2019
- Ophichthus mecopterus McCosker & Rosenblatt, 1998
- Ophichthus megalops Asano, 1987
- Ophichthus melanoporus Kanazawa, 1963
- Ophichthus melope McCosker & Rosenblatt, 1998
- Ophichthus menezesi McCosker & Böhlke, 1984
- Ophichthus microcephalus Day, 1878
- Ophichthus microstictus McCosker, 2010
- Ophichthus mystacinus McCosker, 1999
- Ophichthus naevius Kodeeswaran, Kathirvelpandian, Mohapatra, Kumar & Sarkar, 2023
- Ophichthus naga McCosker & Psomadakis, 2018
- Ophichthus nansen McCosker & Psomadakis, 2018
- Ophichthus nigroventralis Kodeeswaran, Mohapatra & Kumar, 2023
- Ophichthus obtusus McCosker, Ide & Endo, 2012
- Ophichthus oligosteus Hibino, McCosker & Tashiro, 2019
- Ophichthus olivaceus McCosker & Bogorodsky, 2020
- Ophichthus omorgmus McCosker & Böhlke, 1984
- Ophichthus ophis (Linnaeus, 1758)
- Ophichthus pallens (Richardson, 1848)
- Ophichthus polyophthalmus Bleeker, 1864
- Ophichthus pratasensis Ho, Ng & Lin, 2022
- Ophichthus pullus McCosker, 2005
- Ophichthus puncticeps (Kaup, 1859)
- Ophichthus remiger (Valenciennes, 1837)
- Ophichthus retrodorsalis Liu, Tang & Zhang, 2010
- Ophichthus rex Böhlke & Caruso, 1980
- Ophichthus roseus Tanaka, 1917
- Ophichthus rotundus Lee & Asano, 1997
- Ophichthus rufus (Rafinesque, 1810)
- Ophichthus rugifer Jordan & Bollman, 1890
- Ophichthus rutidoderma (Bleeker, 1852)
- Ophichthus sangjuensis (Ji & Kim, 2011)
- Ophichthus semilunatus Hibino & Chiu, 2019
- Ophichthus serpentinus Seale, 1917
- Ophichthus shaoi McCosker & Ho, 2015
- Ophichthus singapurensis Bleeker, 1864
- Ophichthus spinicauda (Norman, 1922)
- Ophichthus tchangi Tang & Zhang, 2002
- Ophichthus tetratrema McCosker & Rosenblatt, 1998
- Ophichthus tomioi McCosker, 2010
- Ophichthus triserialis (Kaup, 1857)
- Ophichthus tsuchidae Jordan & Snyder, 1901
- Ophichthus unicolor Regan, 1908
- Ophichthus urolophus (Temminck & Schlegel, 1846)
- Ophichthus vietnamensis Vo, Hibino & Ho, 2019
- Ophichthus woosuitingi Chen, 1929
- Ophichthus yamakawai Hibino, McCosker & Tashiro, 2019
- Ophichthus zophistius (Jordan & Snyder, 1901)
- Ophichthus zophochir Jordan & Gilbert, 1882